# Rosenlevin U-38 Pori
Rosenlevin U-38 Pori je finski hokejski klub iz Porija, ki je bil ustanovljen leta 1938. Z enim naslovom finskega državnega prvaka je bil eden uspešnejših finskih klubov. Leta 1976 se je združil s klubom Ässät Pori Karhut v nov klub Ässät Pori.

## Lovorike
- Finska liga: 1 (1966/67)